# Sominé Dolo
Sominé Dolo, född 1922 i Sangha, död 15 mars 1972 i Bamako, var en malisk läkare och politiker.
Hon var den första kvinnliga ministern i Mali. 
Dolo studerade vid William Ponty School från 1939 till 1942, vid Dakar Medical School från 1942 till 1946, och tog doktorsexamen i medicin från Parisuniversitetet 1956. 
1957 valdes hon till medlem av det franska Sudans regionala råd från listan över Dogon Federation. Representanter för Dogon-konfederationen anslöt sig snart till Sudans konfederation. 
Dolo var hälsominister i Modibo Keïtas regeringar mellan 1957 och 1968. 
Efter kuppen 1968 utsågs Dolo till hälsodirektör för Bamako-regionen. Hon dog av en hjärtattack. Mopti regionsjukhus är bland annat uppkallat efter Dolo.